# Bettongia lesueur
Il boodie (Bettongia lesueur Quoy e Gaimard, 1824), noto anche come bettongia scavatrice, è un piccolo marsupiale imparentato con i canguri. È un affascinante esempio di quanto le specie introdotte dall'uomo abbiano influito sulla fauna e gli ecosistemi australiani. Il boodie, un tempo il mammifero macropodiforme più comune dell'intero continente, oggi vive solamente su alcune isolette e in una popolazione recentemente introdotta nell'entroterra della Baia degli Squali. Questo animale, catturato per la prima volta nel 1817, durante una spedizione francese lungo le coste occidentali, prende il nome da Charles Lesueur, un artista e naturalista che aveva visitato le stesse aree nel corso di una precedente spedizione francese. B. lesueur è noto con molti nomi comuni, tra cui tungoo, ratto canguro di Lesueur e ratto canguro dal naso corto.

## Tassonomia
Il boodie appartiene alla famiglia dei Potoroidi, che comprende i ratti canguro, i potoroo e le altre specie di bettongia. Il genere Bettongia è costituito da quattro specie. A sua volta, il boodie viene suddiviso in tre sottospecie: Bettongia lesueur graii, la sottospecie continentale ormai estinta; Bettongia lesueur nova, una sottospecie ancora da descrivere diffusa sulle isole di Barrow e di Brodie; e Bettongia lesueur lesueur.

## Paleontologia
Le prime specie fossili di Paleopotoroini e Potoroini (antenati dei Potoroidi) fecero la loro comparsa nell'Oligocene superiore. Nel corso di questa era, l'ampliamento dei ghiacci in Antartide causò una diminuzione delle piogge in Australia. Le foreste pluviali diminuirono e furono rimpiazzate da boscaglie di alberi dalle foglie coriacee più tolleranti al clima arido e da canneti. Questo cambiamento climatico potrebbe aver favorito una radiazione dei marsupiali terrestri, compresi gli antenati dei Potoroidi. Fossili attribuiti a questa famiglia sono stati scoperti in sedimenti che vanno dal Miocene medio all'Olocene. Resti subfossili della bettongia scavatrice sono stati trovati nel Victoria occidentale, nel Nuovo Galles del Sud occidentale e in Australia Meridionale.

## Morfologia
Il boodie è un piccolo marsupiale simile al ratto con corte orecchie arrotondate ed una coda spessa e leggermente pelosa. Questo animale ha un rostro appuntito, vivaci occhi neri, arti posteriori più lunghi di quelli anteriori e grandi piedi posteriori. Questa bettongia ha il dorso color giallo-grigiastro e il ventre grigio chiaro. La sua pelliccia, breve e folta, è soffice e lanosa al tatto. L'animale presenta una leggera striscia sui fianchi e una caratteristica macchia bianca all'estremità della coda. Questa coda è leggermente prensile e viene utilizzata per trasportare materiali per il nido. All'incirca delle dimensioni di un coniglio selvatico, questo piccolo marsupiale pesa in media 1,5 kg. La lunghezza della testa e del corpo si aggira sui 40 cm. Sembra che presenti poco o nessun dimorfismo sessuale. Tuttavia, la morfologia varia a seconda delle sottospecie e da un'isola all'altra.
In generale, un cranio di Potoroide si distingue da quello di un Macropodide per la presenza di canini superiori ben sviluppati e di grandi premolari plagiaulacoidi (a forma di lama). Diversamente da quanto avviene nei Macropodidi, l'osso squamoso aderisce largamente al frontale. Il cranio di B. lesueur è corto e largo e presenta una grande cavità palatina, bullae uditive rigonfie e un osso nasale corto e largo. La mandibola è relativamente corta e profonda se paragonata a quella dei suoi stretti parenti. La formula dentaria di tutti i Potoroini moderni è I 3/1 C 1/0 PM 1/1 M 4/4. I molari sono bunodonti e squadrati e i premolari presentano 9-11 sottili creste verticali. Le giovani bettonge hanno due molari che nell'adulto vengono rimpiazzati da un premolare; questa caratteristica viene spesso utilizzata per attribuire l'età ai vari esemplari. Lo scheletro post-craniale di tutti i Potoroidi presenta 7 vertebre cervicali, 13 toraciche, 6 lombari, 2 sacrali e 22 caudali, con 13 paia di costole.

## Riproduzione e sviluppo
Se le condizioni sono favorevoli, sembra che il boodie si accoppi in ogni periodo dell'anno, probabilmente utilizzando un sistema di accoppiamento poliginico. Tra i vari maschi non sembra esserci una gerarchia di dominanza; piuttosto, essi difendono le femmine dalle avances di altri maschi. Alcune femmine sembra che formino associazioni con altri membri del proprio sesso; non sappiamo, però, se ciò contribuisca ad aumentare il successo riproduttivo. La gestazione dura 21 giorni ed ogni nidiata è composta da un unico piccolo. Come i neonati degli altri marsupiali, anche quello del boodie alla nascita è completamente inetto e non sarà svezzato fino all'età di quattro mesi. Dopo aver lasciato il marsupio, impiegherà altri 6-7 mesi per raggiungere la maturità sessuale. Le femmine si accoppiano di nuovo il giorno dopo aver partorito; l'uovo fecondato arresta subito lo sviluppo, il quale riprenderà non appena il piccolo precedente sarà svezzato. Questo è un classico esempio di diapausa embrionale facoltativa. In cattività, una femmina può dare alla luce fino a tre piccoli all'anno.

## Ecologia
Il boodie un tempo viveva in una vasta gamma di habitat subtropicali e tropicali secchi, dalle boscaglie aperte di eucalipti e acacie alle aride praterie di spinifex. Nel suo areale insulare attuale, sembra preferire ambienti aperti di Triodia (spinifex) e di dune, ma può scavare ovunque la sua tana, tranne che nei luoghi con substrati rocciosi. La bettongia scavatrice si nutre di una gran varietà di alimenti, come semi, frutti, fiori, tuberi, radici, foglie succulente, graminacee, funghi, termiti e rifiuti portati a riva dalle onde. Può inoltre compiere incursioni nei giardini coltivati. L'andamento delle popolazioni di questo animale è oscillante: queste aumentano nelle annate piovose e diminuiscono nei periodi di siccità. In natura, questo marsupiale può sopravvivere fino a tre anni.
Dopo la colonizzazione dell'Australia, i predatori più frequenti del boodie sono la volpe rossa e i gatti, entrambi introdotti dall'uomo. Sulle isole, tra i predatori di questa specie ricordiamo l'aquila cuneata e le aquile di mare, e, sull'Isola di Barrow, i varani. Prima della sua scomparsa dal continente, il boodie giocava un ruolo importantissimo negli ecosistemi di prateria australiani. Nutrendosi, mischiava i materiali organici nel suolo, diffondendo funghi e semi. Così facendo, aumentava anche il tasso di assorbimento idrico nel terreno e riduceva il numero delle sostanze combustibili all'ombra degli alberi, diminuendo quindi la probabilità di incendi. Queste azioni mantenevano il giusto equilibrio tra alberi, boscaglie e graminacee. La scomparsa dei piccoli animali terricoli erbivori dopo la colonizzazione europea ha contribuito all'estensivo deterioramento del suolo. Inoltre, B. lesueur potrebbe aver aiutato a tenere sotto controllo le piante legnose infestanti brucando gli arbusti germinati dopo gli incendi.

## Comportamento e caratteristiche fisiologiche
B. lesueur emette una gran varietà di richiami e comunica tramite grugniti, sibili e squittii. Unico tra i Macropodiformi, si rifugia in tane sotterranee. Queste variano da semplici gallerie a complesse reti con vari ingressi e profondi tunnel connessi tra loro. Le tane più elaborate, o labirinti, possono avere da 4 a 94 entrate. In esse abitano in media 20-40 bettonge. Di tanto in tanto questi animali cambiano residenza, sebbene ogni esemplare abbia una o due tane predilette. Nei rifugi, durante il giorno, formano gruppi composti da un maschio e da una o più femmine; i maschi non condividono mai la tana con altri maschi. Alcune delle associazioni femmina-femmina sembrano essere coppie madre-figlia. Di notte, comunque, questi animali si alimentano da soli e non mostrano alcun segno delle associazioni diurne.
Il boodie è un animale notturno che trascorre il giorno nascondendosi nella tana, da cui esce solo la notte per mangiare. La locomozione è a carico in gran parte delle zampe posteriori. Quelle anteriori servono da supporto quando l'animale sta fermo. Questa bettongia mostra un'andatura sia lenta che veloce. In quella veloce (o balzo bipede), caratteristica dei Macropodiformi, vengono utilizzate solo le zampe posteriori; quelle anteriori vengono tenute aderenti al corpo e la coda funge da bilanciere. L'andatura lenta (o stile quadrupede) viene usata durante l'alimentazione e in altri momenti tranquilli. Gli spostamenti notturni sono in genere piuttosto limitati e spesso sono inferiori ai 200 m. Tuttavia, i ricercatori hanno individuato anche esemplari alla ricerca di cibo che si spostavano per 2,2 km. Un esemplare dell'Isola di Barrow ha compiuto spostamenti di 5 km. B. lesueur utilizza l'olfatto per localizzare il cibo e, una volta individuato, lo dissotterra con gli artigli delle robuste zampe anteriori. Il boodie può anche arrampicarsi su piccoli arbusti per trovare il cibo. Avendo poche interazioni interspecifiche, le bettonge sono apparentemente esenti da scontri con altre specie erbivore.
L'apparato digerente della bettongia è caratterizzato da un rumine sacciforme molto grande, da un rumine tubiforme meno allargato e da un piccolo stomaco posteriore. L'intestino crasso presenta un cieco ben sviluppato. La fermentazione del cibo avviene nell'intestino tenue, come in molti Macropodiformi. Il consumo d'acqua giornaliero è pari solamente al 3% del peso corporeo. I reni di B. lesueur sembra abbiano sviluppato particolari accorgimenti per conservare l'acqua, fatto di vitale importanza per un animale che abita in zone aride e semi-aride.

## Conservazione
Come nel caso di molte altre estinzioni, anche quella del boodie dal continente australiano è dovuta a cause molteplici e connesse tra loro. I ricercatori hanno proposto varie ipotesi per spiegare il declino dell'animale, avvenuto dopo la colonizzazione da parte degli europei. Nel XIX secolo i coloni uccidevano i boodie, ritenendoli animali nocivi per le coltivazioni. Quando sulle praterie si fecero più numerose le fattorie, il bestiame, pascolando, riduceva la copertura vegetale, facendo diminuire sempre più l'habitat del ratto canguro. Inoltre, animali introdotti come le volpi, i gatti e i conigli fecero pagare un caro prezzo ai boodie, soprattutto sulle isole. I conigli entrarono in competizione con essi per il cibo e i rifugi, e le volpi e i gatti divennero i loro principali predatori. Da ultimo, venne a cessare il regime degli incendi mantenuto dagli aborigeni: ciò provocò probabilmente mutamenti ambientali. A partire dagli anni '60, il boodie scomparve dal continente.
Un tempo presente in tutti gli stati continentali, Queensland escluso, il boodie sopravvive soltanto su tre isolette al largo della costa. Queste sono Bernier e Dorre, nella Baia degli Squali, e Barrow, presso la costa nord-ovest dell'Australia Occidentale. Nella Lista Rossa della IUCN del 2006 il marsupiale entrò nell'elenco delle specie vulnerabili a causa delle ridotte dimensioni dell'areale, inferiore ai 100 km², ma ora, grazie al successo dei progetti di conservazione portati avanti sia dalle agenzie governative (DEC, Department of Environment and Conservation), che hanno reintrodotto l'animale nella località di Heirisson Prong, presso la Baia degli Squali, e, soprattutto, dagli enti privati, come Australian Wildlife Conservancy (AWC), che hanno reintrodotto i boodie sull'isola di Faure, nel Santuario di Scotia, e nel Santuario di Yookamurra, nella Lista Rossa della IUCN del 2008 è stato posto tra le specie prossime alla minaccia, dato che l'areale e la popolazione sono aumentati e stanno ancora crescendo.